# Deiànovo
Deiànovo (en rus: Деяново) és un poble de l'óblast de Nijni Nóvgorod, a Rússia, segons el cens del 2010 tenia 518 habitants, és la seu administrativa del districte homònim.